# Valverde (Colli Verdi)
Valverde (Valvérd in dialetto oltrepadano) è una frazione geografica di 315 abitanti del comune di Colli Verdi, di cui costituisce un municipio. Si trova in provincia di Pavia in Lombardia.
Si trova nell'Oltrepò Pavese, nella zona di transizione tra la collina e la montagna, a cavallo tra le valli del Tidone e del Nizza (affluente della Staffora). Fino al 31 dicembre 2018 ha costituito un comune autonomo, che confinava con i comuni di Ruino, Val di Nizza, Varzi e Zavattarello.

## Storia
Valverde, antico possesso dell'abbazia di San Colombano di Bobbio, compare come "Corte di Verde" (Virdi) nei possedimenti bobbiesi nella Carta di Wala, abate di Bobbio nell'833 assieme alla curia ed ai territori di S. Albano e Val di Nizza. Nel 1014, con la creazione della Diocesi di Bobbio, passa alle dipendenze del vescovo di Bobbio rimanendovi anche dopo l'occupazione di Piacenza con l'amministrazione prima piacentina e poi del conti Landi (1155-1351).
Concesso in enfiteusi ai Malaspina, già livellari del monastero e poi del vescovo di Bobbio, venne di fatto in seguito aggregato al loro marchesato, e nelle successive suddivisioni ereditarie della famiglia (a partire dal XIII secolo) rimase alla linea dello Spino Fiorito, e precisamente ai Malaspina di Oramala e Godiasco. Nella successiva suddivisione di questi in cinque linee, Valverde appartenne in prevalenza ai Malaspina di Monfalcone, che prendevano nome da un castello ormai scomparso che sorgeva tra Valverde e Sant'Albano (oggi frazione di Val di Nizza), detti poi anche Malaspina di Valverde. Il loro dominio si estendeva appunto su Valverde e Sant'Albano; ed erano, insieme agli altri rami, condomini della giurisdizione del Marchesato di Godiasco, cui Valverde apparteneva.

Territorio dell'ex comune di Valverde nella provincia di Pavia

Unito con il Bobbiese al Regno di Sardegna nel 1743, in base al Trattato di Worms, entrò a far parte poi della Provincia di Bobbio. Nel 1801 il territorio è annesso alla Francia napoleonica fino al 1814. Nel 1848 come parte della provincia di Bobbio passò dalla Liguria al Piemonte, nel 1859 entrò a far parte nel Circondario di Bobbio della nuova provincia di Pavia e quindi della Lombardia, nel 1923, dopo lo smembramento del circondario di Bobbio, rimase assegnato alla Provincia di Pavia, a differenza del confinante Comune di Zavattarello, che passò alla provincia di Piacenza per ritornare alla provincia di Pavia nel 1926.
Nel 1929 il comune di Valverde venne unito a Zavattarello, che prese il nome di Zavattarello Valverde; fu quindi ricostituito nel 1956.
Nel 2018 è stata decisa tramite referendum la fusione, a decorrere dal primo gennaio 2019, con i comuni di Canevino e Ruino per dare vita al nuovo comune di Colli Verdi.
Dal 1º gennaio 2019 Valverde, insieme con Canevino e Ruino, confluì nel nuovo comune di Colli Verdi, nato dalla fusione dei comuni.
La nuova sede municipale è situata nella località di Pometo, già capoluogo dell'estinto comune di Ruino.

### Simboli
Lo stemma e il gonfalone del comune di Valverde erano stati approvato con delibera della giunta comunale del 29 maggio 1998 e concessi con decreto del presidente della Repubblica dell'8 gennaio 1999.
La lettera V richiamava il nome dell'antico castrum Viridis del quale rimane oggi solo un torrione rappresentato dalla figura dello stemma; lo spino fiorito è simbolo del ramo dei Malaspina detto "dello Spino Fiorito" che detenne la signoria sul territorio per oltre tre secoli.
Il gonfalone era costituito da un drappo partito di azzurro e di rosso.

## Monumenti e luoghi d'interesse
- Parco del Castello di Verde

### Architetture religiose

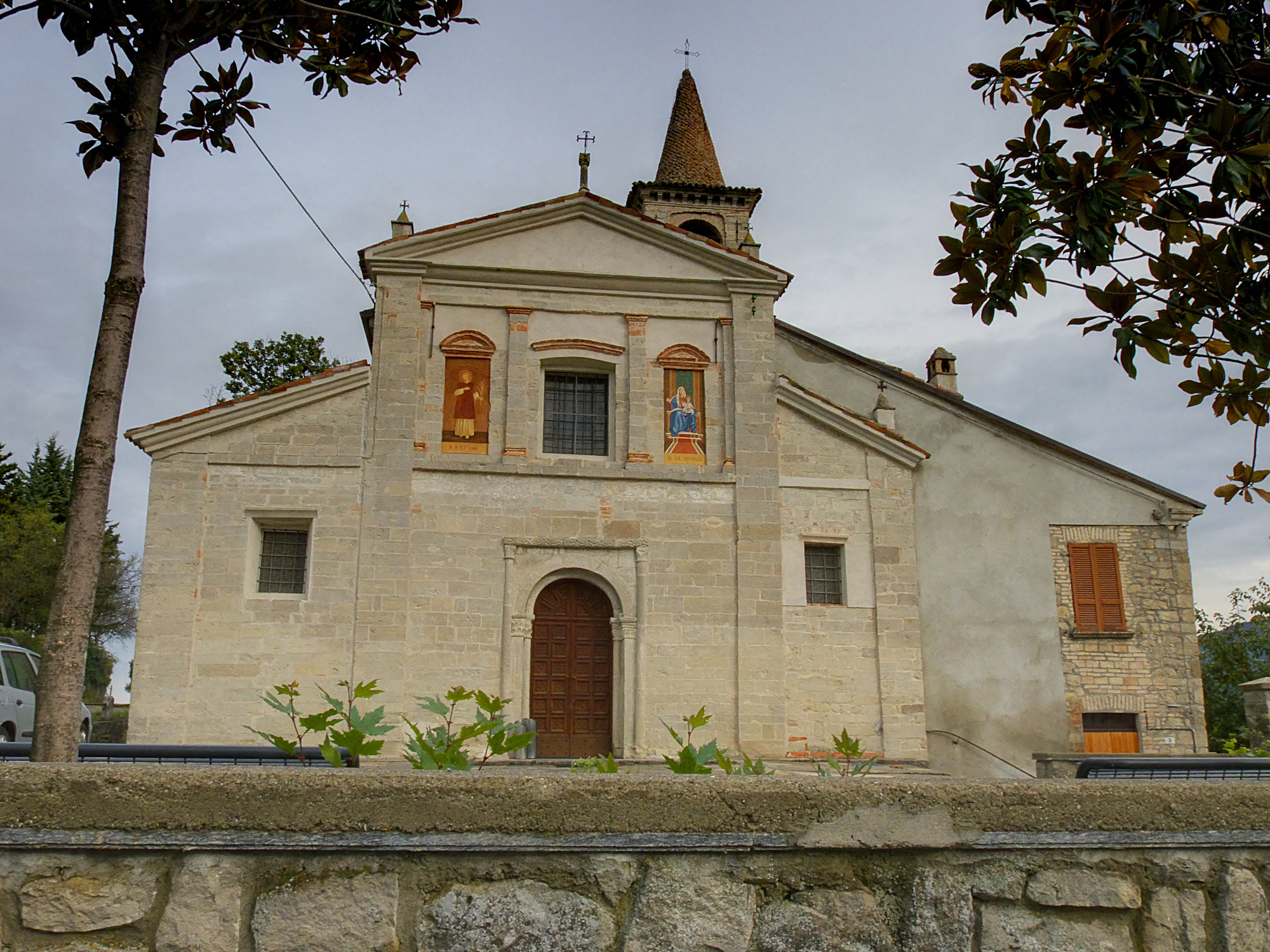
La chiesa parrocchiale, dedicata a Santo Stefano.

- Chiesa parrocchiale di Santo Stefano, l'attuale edificio in stile romanico-lombardo è databile al XII secolo, con rimaneggiamenti successivi. La parrocchia con il titolo di prevostura, venne eretta nel XIV secolo e dipende dal vicariato di Bobbio, Alta Val Trebbia, Aveto e Oltre Penice della Diocesi di Piacenza-Bobbio.[10]
- Oratorio di Nostra Signora della Neve di Valverde, alle dipendenze della parrocchia di S. Stefano.
- Oratorio di Santa Maria di Castel Verde, citato in un documento del 1597 assieme al castello di Verde, dipende dalla parrocchia di S. Albano di Val di Nizza.
- Oratorio di San Rocco a Mandasco, citato sempre nel 1597, dipende dalla parrocchia di S. Albano di Val di Nizza.
- Oratorio della Beata Vergine di Caravaggio a Calghera, sorto al principio del 1800, dipende dalla parrocchia di S. Albano di Val di Nizza.

### Architetture storiche militari
- Castello di Verde: nell'area della frazione di Valverde si trovano i ruderi del Castello di Verde, che costituiscono un suggestivo punto panoramico[11]. Il castello è circondato da un parco contenente un Giardino delle farfalle[12], nel quale ogni anno si svolge la Festa di Verde.

## Società

### Evoluzione demografica
Abitanti censiti

## Amministrazione
La sede comunale era situata nella località Mombelli.

### Comunità montane
Il comune di Valverde  era inquadrato nella fascia montana della Comunità montana Oltrepò Pavese.